# Verwaltungsgemeinschaft Schirmitz
Die Verwaltungsgemeinschaft Schirmitz liegt im Oberpfälzer Landkreis Neustadt an der Waldnaab und wird von folgenden Gemeinden gebildet:
1. Bechtsrieth, 1075 Einwohner, 4,79 km²
2. Irchenrieth, 1678 Einwohner, 5,27 km²
3. Pirk, 1942 Einwohner, 26,17 km²
4. Schirmitz, 2076 Einwohner, 4,97 km²

Sitz der Verwaltungsgemeinschaft ist Schirmitz.
Zu den ursprünglich drei Mitgliedsgemeinden kam ab 1. Januar 1994 die Gemeinde Bechtsrieth, die seit 1978 Teil der Gemeinde Irchenrieth war und die Selbständigkeit wieder erlangte.